# Beresina oder Die letzten Tage der Schweiz
Beresina oder Die letzten Tage der Schweiz é um filme de drama suíço de 1999 dirigido e escrito por Daniel Schmid e Martin Suter. Foi selecionado como representante da Suíça à edição do Oscar 2001, organizada pela Academia de Artes e Ciências Cinematográficas.

## Elenco
- Yelena Panova - Irina
- Geraldine Chaplin - Charlotte De
- Martin Benrath - Alt-Divisionär Sturzenegger
- Ulrich Noethen - Dr. Alfred Waldvogel
- Iván Darvas - Direktor Vetterli
- Marina Confalone - Benedetta Hösli
- Stefan Kurt - Claude Bürki
- Hans-Peter Korff - Nationalrat Tschanz